# Colladonus
Colladonus är ett släkte av insekter som beskrevs av Ball 1936. Colladonus ingår i familjen dvärgstritar.

## Dottertaxa tillColladonus, i alfabetisk ordning[1][2]
- Colladonus aflexus
- Colladonus albocinctus
- Colladonus anademus
- Colladonus arcanus
- Colladonus arctostaphyli
- Colladonus arculus
- Colladonus atriflavus
- Colladonus atropunctata
- Colladonus aureola
- Colladonus balius
- Colladonus balli
- Colladonus beameri
- Colladonus belli
- Colladonus bicinctus
- Colladonus brunneus
- Colladonus cachellus
- Colladonus citrinifrons
- Colladonus clathrus
- Colladonus claustrus
- Colladonus clitellaria
- Colladonus collaris
- Colladonus commissus
- Colladonus convexus
- Colladonus costaricensis
- Colladonus dampfi
- Colladonus davisi
- Colladonus decorus
- Colladonus eburata
- Colladonus egenus
- Colladonus espinosus
- Colladonus fasciaticollis
- Colladonus flavocapitata
- Colladonus furculatus
- Colladonus geminata
- Colladonus holmesi
- Colladonus incerta
- Colladonus incidus
- Colladonus intermedius
- Colladonus intricata
- Colladonus januata
- Colladonus kirkaldyi
- Colladonus lineatus
- Colladonus mendica
- Colladonus montanus
- Colladonus nugax
- Colladonus olus
- Colladonus omani
- Colladonus parvus
- Colladonus peayi
- Colladonus ponderosus
- Colladonus productus
- Colladonus pseudotsugae
- Colladonus robustus
- Colladonus rupinata
- Colladonus sannio
- Colladonus serratus
- Colladonus singularius
- Colladonus tahotus
- Colladonus tessellatus
- Colladonus titulus
- Colladonus tolucensis
- Colladonus torneella
- Colladonus torneellus
- Colladonus trabilis
- Colladonus truncatus
- Colladonus ultimus
- Colladonus waldanus
- Colladonus vanduzeei
- Colladonus verecundus
- Colladonus youngi